# رادونین
رادونین (به چکی: Radonín) یک منطقهٔ مسکونی در جمهوری چک است که در منطقه تربیچ واقع شده‌است. رادونین ۳٫۹۸ کیلومتر مربع مساحت و ۸۱ نفر جمعیت دارد و ۵۴۲ متر بالاتر از سطح دریا واقع شده‌است.